# Georges Bayle
Georges Bayle (ur. 28 lutego 1914 w Bordeaux, zm. 9 lutego 2000 w Villenave-d’Ornon) – francuski zapaśnik walczący w stylu klasycznym. Olimpijczyk z Berlina 1936, gdzie zajął czternaste miejsce w wadze koguciej.

## Letnie Igrzyska Olimpijskie 1936
| Konkurencja          | Rundy eliminacyjne  | Rundy eliminacyjne   | Klas. końcowa |
| Konkurencja          | Przeciwnik I        | Przeciwnik II        | Miejsce       |
| -------------------- | ------------------- | -------------------- | ------------- |
| 56 kg styl klasyczny | Iosif Töjär (ROU) P | Robert Voigt (DEN) P | 14.           |